# Casino da Madeira
O Casino da Madeira é um casino do Grupo Pestana situado na cidade do Funchal, na ilha da Madeira, Portugal. Foi inaugurado em 1979. É obra do arquitecto Oscar Niemeyer.